# قاسم محجوب
قاسم محجوب فقيه مفتي بتونس.

## عنه
ترجم له الشيخ محمد مخلوف في كتاب شجرة النّور الزكية فقال هو: "أبو الفضل قاسم المحجوب المساكني مولدا ودارا التونسي قرارا، الفقيه العلامة المحقق الفهامة القدوة الأمين الحامل راية المذهبين باليمين.
قرأ ببلده (مساكن) على الشيخ علي بن خليفة ثم رحل إلى تونس وأخذ عن الشيخ محمد زيتونة وغيره. وعنه أخذ أبناء محمد وعمر والشيخ صالح الكواش ومحمد بن سعيد الحجري وجماعة.
تولى خطة التدريس مدة الباشا صاحب المدارس ثم الفتيا ثم كبير المفتين مدة الأمير علي باي". وذكر الشيخ علي النيفر في كتاب عنوان الأريب أن قاسم المحجوب كان يملك كنشا في النوازل الفقهية ورثه ابنه محمد قبل أن يأخذه ابنه الآخر عمر وهو الذي كان قد تولى قضاء الجماعة والإفتاء بتونس.
توفي الشيخ قاسم محجوب سنة 1190هـ/1776م ودفن بمدينة تونس، وخلف أولادا وأحفادا من العلماء والمتعلمين، وأشهرهم ابنه محمد المفتي وابنه عمر قاضي الجماعة، وحفيده الموثق محمد بن محمد وحفيده الموثق كذلك سليمان بن عمر.